# 528型侦察艇
528型侦察艇是中国人民解放軍海军於1960年代自行設計的一種特種作戰巡邏艇，裝備了兩座雙聯裝25mm機槍塔，能夠作為河流和沿岸巡邏及運送特種部隊。